# Sælger til salg
Sælger til salg (originaltitel Glengarry Glen Ross) er en amerikansk spillefilm fra 1992 instrueret af James Foley.

## Medvirkende
- Al Pacino
- Kevin Spacey
- Ed Harris
- Alec Baldwin
- Jack Lemmon

## Eksterne Henvisninger
- Sælger til salg på Internet Movie Database (engelsk)
- Sælger til salg på Filmdatabasen
- Sælger til salg på Scope
- Sælger til salg i Svensk Filmdatabas (svensk)
- Sælger til salg på AlloCiné (fransk)
- Sælger til salg på MovieMeter (nederlandsk)
- Sælger til salg på AllMovie (engelsk)
- Sælger til salg hos American Film Institute (engelsk)
- Sælger til salgs profil hos Encyclopædia Britannica Online (engelsk)
- Sælger til salg på Turner Classic Movies (engelsk)